# Laurel und Hardy: Die Leibköche seiner Majestät
Die Leibköche seiner Majestät (Originaltitel: Nothing but Trouble, Fernsehtitel: Nichts als Ärger) ist eine Komödie von Sam Taylor und einer der letzten Filme mit Laurel und Hardy.

## Handlung
Butler Stan und der Koch Oliver finden während der Great Depression in den USA keine Anstellung, versuchen es im Ausland, haben dort ebenso wenig Erfolg und kehren in die USA zurück, ohne zu wissen, dass dort mittlerweile Vollbeschäftigung besteht. Zu ihrer Überraschung werden sie sofort von der reichen High-Society-Dame Mrs. Hawkley und ihrem Mann Basil eingestellt.
Beim Einkaufen für das Abendessen lernen sie zufällig einen 12-jährigen Jungen kennen, der sich Chris nennt und ihnen erzählt, keine Eltern mehr zu haben. Sie freunden sich mit ihm an, zumal er ihnen gleich darauf noch hilft, ein Stück Fleisch für das Abendessen aus einem Löwenkäfig zu stehlen, und verstecken ihn in Mrs. Hawkleys Küche. Was die beiden nicht wissen: Chris ist in Wirklichkeit der Exil-König von Orlandia. Er weiß selbst noch nicht, dass sein Vormund und Onkel, Prinz Saul, ihn beseitigen lassen will, um die Macht an sich zu reißen. Bei dem abendlichen Dinner begrüßen die Hawkleys ausgerechnet Prinz Saul als Gast, der die Abwesenheit des Königs, den er bereits für tot hält, mit Unwohlsein erklärt. Stan und Ollie verursachen in ihrer Eigenschaft als Hausangestellte durch ihr Ungeschick beim Dinner ein riesiges Chaos, und als Chris zu allem Überfluss von Mrs. Hawkley entdeckt wird, werden sie wieder entlassen, zumal das Essen vollkommen ungenießbar war.
Die beiden gehen mit Christopher in eine Missionsunterkunft, ohne zu wissen, dass Prinz Saul eine Belohnung auf den angeblich entführten Jungen ausgesetzt hat. Sie werden von einem Mitbewohner angezeigt und verhaftet, dann aber auf Initiative Christophers – inzwischen wieder bei seinem Onkel Saul – bei ihm selbst eingestellt. Saul plant nun Christopher zu vergiften und den beiden Tollpatschen die Schuld dafür zu geben. Der Plan scheitert, da Stan und Ollie sich darum streiten, welche Portion Christopher bekommen soll, und Saul sich verdächtig weigert, nach dem Verwirrspiel seine eigene zu essen.
Als Christopher schließlich mitbekommt, wie Saul offen mit Helfern über seine Pläne spricht, bleibt Saul nur noch eine gewaltsame Lösung: Er zwingt die drei Freunde, aus dem Fenster zu springen. Christopher landet dabei auf zwei Brettern, die im Stockwerk darunter für handwerkliche Arbeiten aus dem Fenster geschoben wurden, und alarmiert die Polizei. Als Stan und Oliver ihm nachspringen wollen, sehen sie, dass die Bretter bereits wieder eingezogen wurden. Während ihrer nun echten Abschiedszeremonie verzehrt Prinz Saul ein Häppchen, auf dem die Giftpille gelandet ist, und wird bewusstlos. Stan, der das nicht mitbekommen hat, springt in die Tiefe und wird von Oliver am letzten Zipfel seiner Kleidung gehalten, der sich aber dadurch selbst kaum noch halten kann. Sie werden von der eintreffenden Polizei ins Innere des Hochhauses gezogen. Zum Schluss sieht man Stan, Oliver, Christopher und die Polizisten in der Küche gemeinsam das Lied von Christophers Lieblings-Footballmannschaft singen.

## Hintergründe
- Der Film war die drittletzte Laurel-und-Hardy-Komödie. Beide Darsteller waren bereits über 50 Jahre alt und hatten den Zenit ihres Erfolges überschritten, nachdem die Zusammenarbeit mit Hal Roach beendet worden war. Die Produktionsweise von MGM in diesem Film unterschied sich stark von denen zuvor bei Roach. Die beiden Komiker mussten nun strikt nach Drehbuch arbeiten. Improvisationen vor der Kamera – bei Roach an der Tagesordnung – gab es so gut wie keine mehr. Hinzu kam, dass Laurel keine vertragliche Zusicherung über die kreative Mitarbeit hinter der Kamera erhalten hatte. Dadurch entglitt dem Duo der Einfluss auf seine Filme so sehr, dass es das Angebot über einen Fünfjahresvertrag von Fox im Sommer 1945 ablehnte. Allerdings wurde 1945 bei Fox mit The Bullfighters noch Laurel und Hardys vorletzter Film gedreht, der letzte, der in den USA entstand. 1950/51 entstand mit Atoll K ihr letzter Film als britisch-französisch-italienische Koproduktion.
- Die Stummfilmlegende Buster Keaton, ein enger Freund von Stan Laurel, diente als Gagschreiber.
- Der Darsteller von Christopher, David Leland, starb nur vier Jahre nach dem Film im Alter von 16 Jahren an einer Sepsis.

## Deutsche Fassungen
- 1952 entstand unter dem Titel Die Leibköche seiner Majestät die erste Synchronfassung in der Synchronabteilung der MGM. Walter Bluhm sprach Stan Laurel und Arno Paulsen Ollie.[1][2]
- Für die Reihe Lachen Sie mit Stan und Ollie entstand eine zweite Fassung bei der Beta-Technik in München. Walter Bluhm übernahm wieder Stan Laurel und Michael Habeck sprach Oliver Hardy. Theo Lingen sprach zu Beginn eine kurze Einleitung.[3][2] Buch und Dialogregie wurden von Wolfgang Schick verantwortet.
- Eine dritte Fassung entstand 1988 im DEFA Studio für Synchronisation in der DDR. Gert Kießling sprach Stan Laurel; er hatte ihn bereits in Hände hoch – oder nicht gesprochen. Roland Hemmo übernahm Oliver Hardy. Das Dialogbuch stammt von Gudrun Ickler, Regie führte Wolfgang Thal.[4][2]

## Kritiken
Die kritische Reaktion fiel wie bei vielen ihrer späteren Filme deutlich negativer aus als bei ihren Hal Roach-Filmen.

„Die letzte Filmkomödie der beiden für ein großes Studio MGM zeigt nur noch begrenzt ihre Qualitäten, verwässert sie vielmehr durch zahlreiche Sentimentalitäten. Dennoch amüsante Unterhaltung.“